# Campionato europeo femminile under 18 di calcio 1998
Il Campionato europeo femminile under 18 di calcio 1998 è stata la 1ª edizione del torneo organizzato dalla Union of European Football Associations (UEFA). La fase finale si è disputata con gare di andata e ritorno nei Paesi partecipanti tra aprile e luglio 1998. Al torneo potevano partecipare solo le giocatrici nate dopo il 1º gennaio 1980.
La Danimarca si è aggiudicata il primo titolo di questa competizione.

## Formato
Le ventisei squadre partecipanti alle qualificazioni sono divise in otto gironi all'italiana da tre o quattro squadre. Le gare di ogni gruppo si disputano in uno dei Paesi la cui Nazionale è parte del gruppo. Le otto squadre prime classificate si qualificano alla fase finale, dove si affrontano in un torneo a eliminazione diretta con gare di andata e ritorno.

## Fase finale

### Quarti di finale
| Thionville 18 aprile 1998 | Francia | 2 – 0 | Russia |  |

| Lelystad 29 aprile 1998 | Paesi Bassi | 1 – 2 | Danimarca |  |

| Ronneby 30 aprile 1998 | Svezia | 1 – 0 | Italia |  |

| Mjøndalen 7 maggio 1998 | Norvegia | 1 – 2 | Germania | Isachsen Stadion |

| Kirchheim unter Teck 13 maggio 1998 | Germania | 3 – 2 | Norvegia |  |

| Perugia 17 maggio 1998 | Italia | 0 – 4 | Svezia |  |

| Bornholm 17 maggio 1998 | Danimarca | 0 – 1 | Paesi Bassi |  |

| Seljatino 17 maggio 1998 | Russia | 0 – 1 | Francia |  |

### Semifinali
| Schiltigheim 27 maggio 1998 | Francia | 2 – 0 | Svezia |  |

| Aabenraa 21 giugno 1998 | Danimarca | 0 – 0 | Germania |  |

| Flensburgo 24 giugno 1998                            | Germania  | 0 – 1              | Danimarca |  |
| \| \| \| \| \| \| Marcatori \| 57’ Højen Andersen \| |           |                    |           |  |
|                                                      |           |                    |           |  |
|                                                      | Marcatori | 57’ Højen Andersen |           |  |

| Vinberg 5 luglio 1998                        | Svezia               | 2 – 0 (d.t.s.) | Francia |  |
| \| \| \| \| \| \| Tiri di rigore 3 – 5 \| \| |                      |                |         |  |
|                                              |                      |                |         |  |
|                                              | Tiri di rigore 3 – 5 |                |         |  |

### Finale
| Aabenraa 11 luglio 1998                           | Danimarca | 2 – 0 | Francia |  |
| \| \| \| \| \| Knudsen 6’, 86’ \| Marcatori \| \| |           |       |         |  |
|                                                   |           |       |         |  |
| Knudsen 6’, 86’                                   | Marcatori |       |         |  |

| Niederbronn-les-Bains 18 luglio 1998                                                                | Francia   | 3 – 2                           | Danimarca | Stade municipal |
| \| \| \| \| \| Devaud 10’ Le Denmat ?’ Pogeat ?’ \| Marcatori \| 45’ G. Pedersen 73’ K. Pedersen \| |           |                                 |           |                 |
| |           |                                 |           |                 |
| Devaud 10’ Le Denmat ?’ Pogeat ?’                                                                   | Marcatori | 45’ G. Pedersen 73’ K. Pedersen |           |                 |